# Дони-Дубовик (Крупа-на-Уни)
Дони-Дубовик (серб. Доњи Дубовик) —  населённый пункт (село) в Республике Сербской, Босния и Герцеговина. Центр общины Крупа-на-Уни.

## Население
Численность населения села Дони-Дубовик по переписи 2013 года составила 248 человек.
Этнический состав населения населённого пункта по переписи 1991 года:
- сербы — 337 (99,70%),
- хорваты — 1 (0,30 %),
- всего 338